# كاميلي مارتنز
كاميلي مارتنز هي لاعبة جمباز إيقاعي كندية، ولدت في 1 يونيو 1976 في فانكوفر في كندا.

## وصلات خارجية
- كاميلي مارتنز على موقع اللجنة الأولمبية الدولية (الإنجليزية)
- كاميلي مارتنز على موقع أوليمبيديا (الإنجليزية)
- كاميلي مارتنز على موقع اللجنة الأولمبية الكندية (الإنجليزية)
- كاميلي مارتنز على موقع اتحاد ألعاب الكومنولث (مؤرشف) (الإنجليزية)